# Faune et flore au Botswana
La faune et flore au Botswana représente l'ensemble des espèces animales et végétales du Botswana. Le pays est une territoire qui n'a aucun accès à la mer, et dominé par le désert du Kalahari, dans la partie Sud mais dans la partie Nord, il y a le plus grand delta intérieur du monde, le delta de l'Okavango.

## Présentation
Au Botswana, les parcs nationaux recouvrent 169 370 km² de sa superficie, à savoir le parc national de Chobe, le parc national de Makgadikgadi et le parc national de Nxai Pan, des parcs de jeux : la réserve de chasse du Kalahari central, le Parc transfrontalier de Kgalagadi, la réserve de jeux Khutse, la réserve de jeux Gaborone, la réserve de Moremi, la réserve de Linyanti, le Khama Rhino sanctuary. Dans ce territoire, il y a  plus de 3000 espèces de plantes, dont 200 plantes comestibles et 650 espèces d'arbres. Il est couvert à 90%  de savane, dans la partie sèche, il y a la savane arbustive et dans la partie humide la savane la savane arborée. Il existe aussi 170 espèces de mammifères et 550 espèces d'oiseaux, 70 espèces de serpent, 500 espèces de papillon.

### Faune

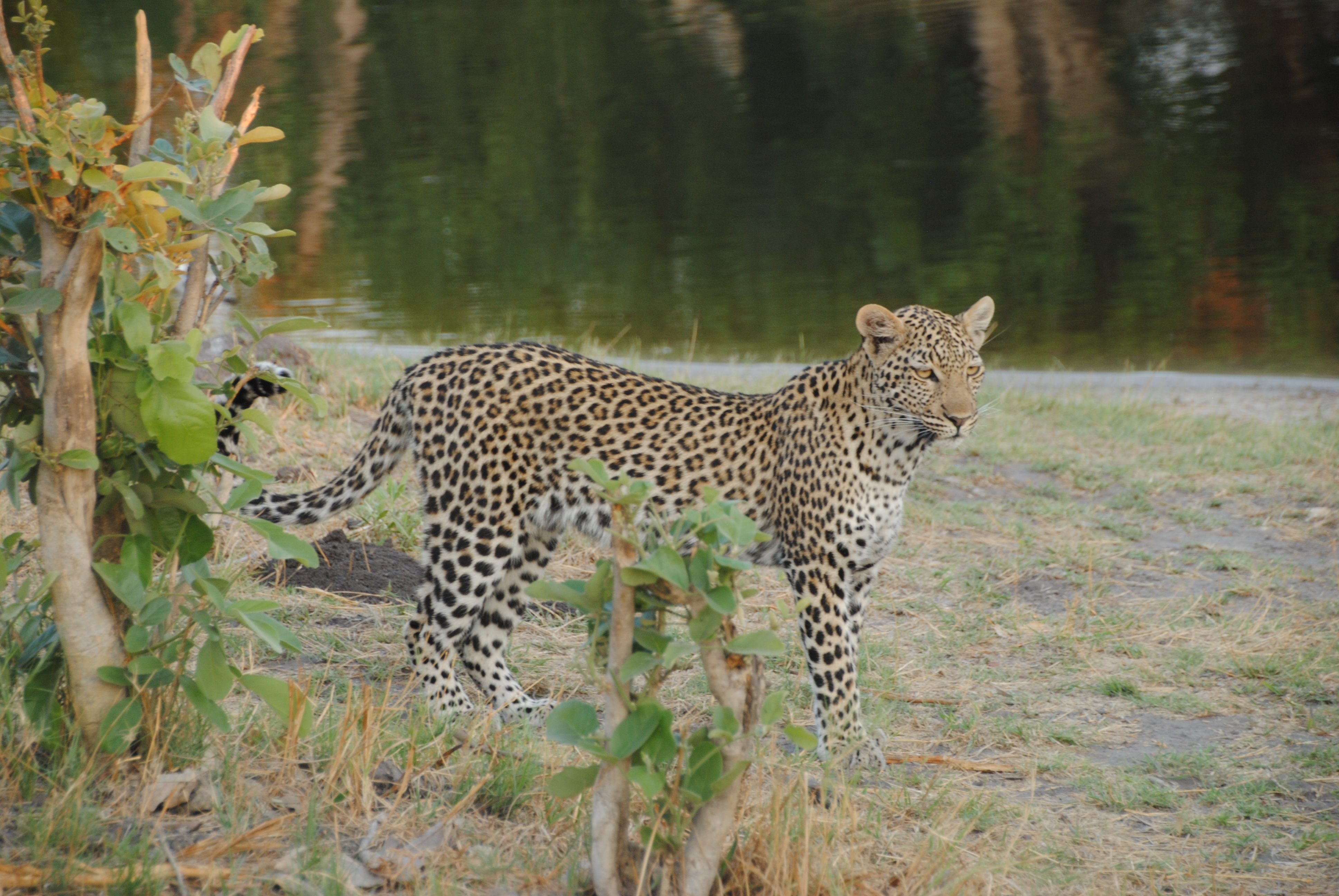
Léopard du Botswana.

Parmi les espèces animales du Botswana, il y a le big five composé d'éléphant, lion, rhinocéros, léopard et le buffle
Parmi les espèces endémiques du Botswana, il y a : Ancylotrypa granulata, Blossia obscura, Botswanoncus ellisi, Ceroma langi, Opopaea botswana, Festucula botswana, Solpuga praedatrix, Opopaea gaborone, Singafrotypa okavango, Solpugiba pictichelis, Paroecobius wilmotae, Nanolpium subgrande, Diaphorocellus helveolus.

### Flore

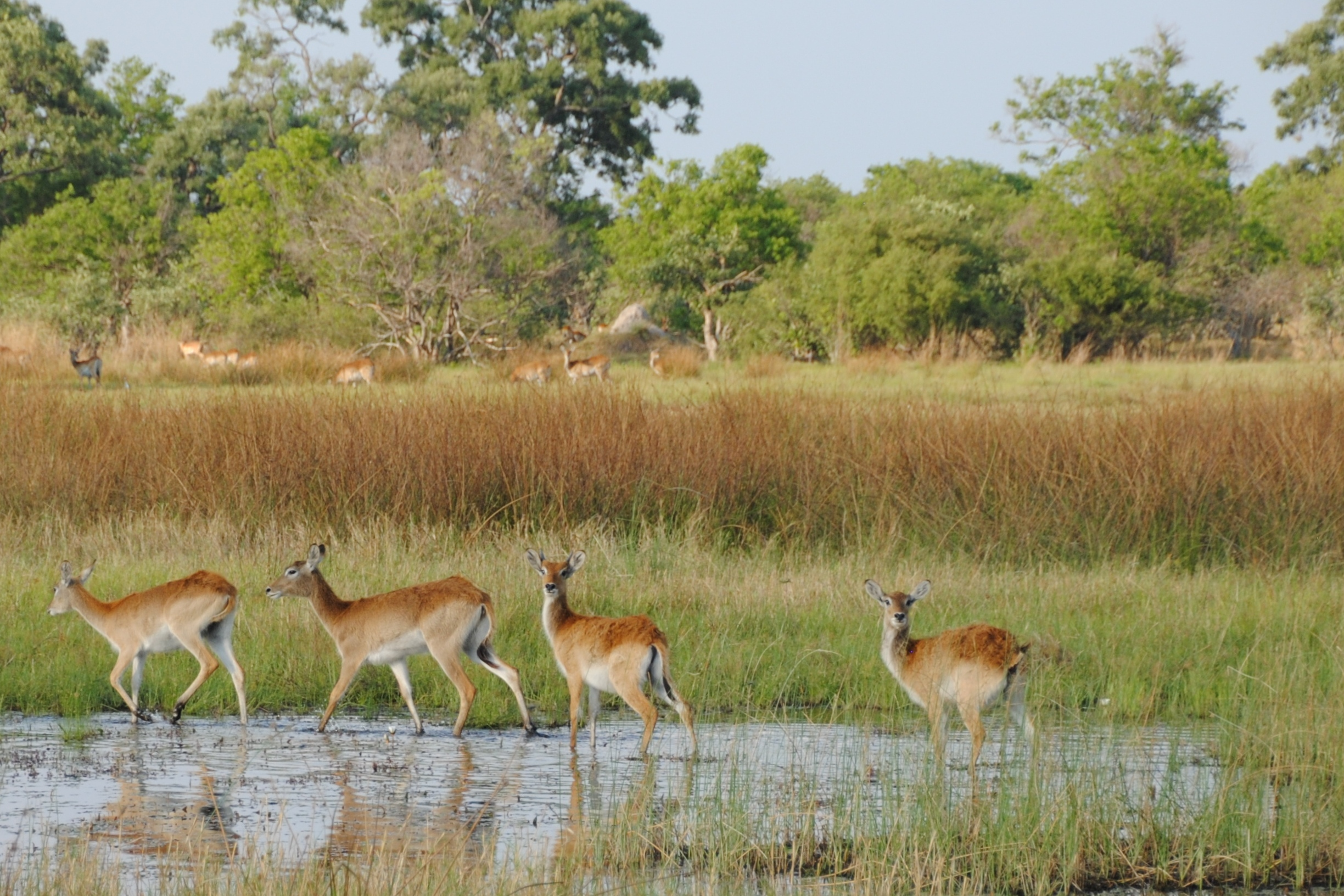
faune et flore du Botswana

La flore du Botswana est composé de forêts claires à Acacia et Baikiaea du Kalahari, de baobabs géants, de plantes emblématiques du pays (papyrus, palmier Phoenix réclinata).